# (6579) Benedix
(6579) Benedix – planetoida z grupy pasa głównego asteroid okrążająca Słońce w ciągu 4 lat i 84 dni w średniej odległości 2,61 j.a. Została odkryta 2 marca 1981 roku w Obserwatorium Siding Spring w Australii przez Schelte Busa. Nazwa planetoidy pochodzi od Gretchen K. Benedix (ur. 1968), kustosza działu meteorytów w Muzeum Historii Naturalnej w Londynie. Przed nadaniem nazwy planetoida nosiła oznaczenie tymczasowe (6579) 1981 ES4.